# 1475

## Události
- 10. leden – Moldavský kníže Štěpán III. Veliký rozdrtil více než dvakrát silnější osmanskou armádu v bitvě u Vaslui.

### Probíhající události
- 1455–1487 – Války růží
- 1467–1477 – Válka Ónin
- 1468–1478 – Česko-uherské války

## Narození
- 25. února – Eduard Plantagenet, 17. hrabě z Warwicku, anglický šlechtic a příbuzný vládnoucích králů († 28. listopadu 1499)
- 6. března – Michelangelo Buonarroti, básník, sochař, malíř a stavitel († 18. února 1564)
- 29. června – Beatrice d'Este, vévodkyně z Milána († 3. ledna 1497)
- 13. září – Cesare Borgia, italský šlechtic, válečník a politik († 1507)
- 11. prosince – Lev X., 217. papež († 1521)
- Francisco Pizarro González, španělský conquistador, dobyvatel říše Inků († 1541)
- Diego de Almagro, španělský conquistador († 1538)
- Vasco Núñez de Balboa, španělský objevitel, guvernér a dobyvatel († 1519)

## Úmrtí
Česko
- 12. listopadu – Johana z Rožmitálu, česká královna jako manželka Jiřího z Poděbrad (* kolem 1430)
- 28. prosince  – Jan II. z Pernštejna, moravský šlechtic a jeden ze čtyř správců moravského markrabství (* kolem 1406)

Svět
- 27. dubna – Pcheng Š’, politik čínské říše Ming (* 1416)
- 6. května – Dieric Bouts, nizozemský malíř (* 1410)
- 10. prosince – Paolo Uccello, italský malíř (* 1397)
- 12. prosince – Jana Portugalská, kastilská královna (* 20. března 1439)

## Hlavy států
- České království – Vladislav Jagellonský – Matyáš Korvín
- Svatá říše římská – Fridrich III.
- Papež – Sixtus IV.
- Anglické království – Eduard IV.
- Dánsko – Kristián I. Dánský
- Francouzské království – Ludvík XI.
- Polské království – Kazimír IV. Jagellonský
- Uherské království – Matyáš Korvín
- Litevské knížectví – Kazimír IV. Jagellonský
- Norsko – Kristián I. Dánský
- Portugalsko – Alfons V.
- Švédsko – regent Sten Sture
- Rusko – Ivan III. Vasiljevič
- Kastilie – Isabela Kastilská